# Rafael Pacheco Hernandez
| 9453 Mallorca         | 19 marzo 1998     |
| 11350 Teresa          | 29 agosto 1997    |
| 13424 Margalida       | 8 novembre 1999   |
| 14097 Capdepera       | 11 agosto 1997    |
| 14967 Madrid          | 6 agosto 1997     |
| 16852 Nuredduna       | 21 dicembre 1997  |
| 19506 Angellopez      | 18 giugno 1998    |
| (19756) 2000 EW50     | 9 marzo 2000      |
| (21654) 1999 PZ       | 5 agosto 1999     |
| (22526) 1998 FV15     | 22 marzo 1998     |
| (23700) 1997 OZ       | 25 luglio 1997    |
| (25010) 1998 PL1      | 14 agosto 1998    |
| (26965) 1997 RW2      | 3 settembre 1997  |
| 27952 Atapuerca       | 11 agosto 1997    |
| (29452) 1997 RV2      | 3 settembre 1997  |
| (29453) 1997 RU6      | 5 settembre 1997  |
| (31102) 1997 NP2      | 4 luglio 1997     |
| (31103) 1997 OE2      | 29 luglio 1997    |
| (31116) 1997 QM4      | 29 agosto 1997    |
| 31651 Edurnepasaban   | 19 aprile 1999    |
| (31782) 1999 KM6      | 21 maggio 1999    |
| 35725 Tramuntana      | 27 marzo 1999     |
| 37777 Pérez-Reverte   | 12 aprile 1997    |
| (40039) 1998 KW26     | 21 maggio 1998    |
| (41058) 1999 VC24     | 8 novembre 1999   |
| (44906) 1999 VF23     | 8 novembre 1999   |
| 47096 Canarias        | 15 gennaio 1999   |
| (48860) 1998 HG24     | 24 aprile 1998    |
| (48961) 1998 QS26     | 22 agosto 1998    |
| 55866 Javiersierra    | 11 agosto 1997    |
| (56216) 1999 HJ2      | 19 aprile 1999    |
| (58565) 1997 OC2      | 29 luglio 1997    |
| (58720) 1998 DD11     | 19 febbraio 1998  |
| (59495) 1999 JB6      | 6 maggio 1999     |
| (66175) 1998 WD4      | 20 novembre 1998  |
| 69556 Félixdelafuente | 27 settembre 1997 |
| (74090) 1998 QU       | 18 agosto 1998    |
| (74566) 1999 NE5      | 10 luglio 1999    |
| (75078) 1999 VG23     | 8 novembre 1999   |
| (79401) 1997 HT2      | 25 aprile 1997    |
| (79425) 1997 OA1      | 25 luglio 1997    |
| (100753) 1998 FN1     | 19 marzo 1998     |
| (102618) 1999 VJ23    | 8 novembre 1999   |
| (129586) 1997 TE18    | 3 ottobre 1997    |
| (129649) 1998 MM4     | 18 giugno 1998    |
| (137507) 1999 VH23    | 8 novembre 1999   |
| (147367) 2003 CA20    | 9 febbraio 2003   |
| (152638) 1997 OD2     | 29 luglio 1997    |
| (152827) 1999 VA24    | 8 novembre 1999   |
| (170276) 2003 QH92    | 30 agosto 2003    |
| 178383 Teruel         | 5 agosto 1997     |
| (189422) 1997 OB2     | 29 luglio 1997    |
| (200129) 1997 SZ30    | 27 settembre 1997 |
| (213831) 2003 QG92    | 30 agosto 2003    |
| (221994) 1997 PT4     | 11 agosto 1997    |
| (231764) 1999 VB24    | 8 novembre 1999   |
| (243580) 1997 PG1     | 5 agosto 1997     |

Rafael Pacheco Hernandez (Madrid, 1954) è un astronomo spagnolo.
Il Minor Planet Center gli accredita la scoperta di cinquantasette asteroidi, effettuate tra il 1997 e il 2003, tutte, tranne due, in collaborazione con Ángel López Jiménez.
Gli è stato dedicato l'asteroide 25001 Pacheco.